# Liste der Gemeinden in der Stadtregion Amstetten
Die Stadtregion Amstetten ist eine österreichische Agglomeration in Niederösterreich. Die Region besteht aus der Kernzone (Code: SR221) sowie der Außenzone (Code: SR222).

## Geschichte der Klassifikation
Die Abgrenzung der Stadtregionen (Urbanen Zentren) wurde von der Statistik Austria für 1971 bis 2001 alle 10 Jahre vorgenommen. Für den Stichtag 31. Oktober 2013 wurde erstmals nach der von der Statistik Austria für statistische Zwecke entwickelten Urban-Rural-Typologie abgegrenzt, welche die Abgrenzung der Stadtregionen integriert. Die gesamte Information dazu ist auf den Internetseiten der Statistik Austria zu finden.

## Liste der Gemeinden laut Abgrenzung von 2001
Die Einwohnerzahlen in der Liste sind vom 1. Jänner 2024.
Regionen sind Kleinregionen in Niederösterreich (Stand: Jänner 2018)

### Kernzone Amstetten
| Gemeinde  | Lage | Ew     | km²   | Ew / km² | Gerichtsbezirk | Region                 | Typ             | Foto | Metadaten         |
| --------- | ---- | ------ | ----- | -------- | -------------- | ---------------------- | --------------- | ---- | ----------------- |
| Amstetten |      | 23.899 | 52,09 | 459      | Amstetten      | 10 Ostarrichi Mostland | Stadt- gemeinde | ja   | Gem.Kennz.: 30502 |
| Winklarn  |      | 1.854  | 12,57 | 147      | Amstetten      | 10 Ostarrichi Mostland | Markt- gemeinde | ja   | Gem.Kennz.: 30541 |

### Außenzone Amstetten
| Gemeinde                 | Lage | Ew    | km²   | Ew / km² | Gerichtsbezirk | Region                 | Typ             | Foto | Metadaten         |
| ------------------------ | ---- | ----- | ----- | -------- | -------------- | ---------------------- | --------------- | ---- | ----------------- |
| Ardagger                 |      | 3.620 | 47,15 | 77       | Amstetten      | 52 Donau-Ybbsfeld      | Markt- gemeinde | ja   | Gem.Kennz.: 30503 |
| Blindenmarkt             |      | 2.768 | 17,05 | 162      | Melk           | 52 Donau-Ybbsfeld      | Markt- gemeinde | ja   | Gem.Kennz.: 31505 |
| Euratsfeld               |      | 2.780 | 30,60 | 91       | Amstetten      | 10 Ostarrichi Mostland | Markt- gemeinde | ja   | Gem.Kennz.: 30511 |
| Ferschnitz               |      | 1.878 | 15,55 | 121      | Amstetten      | 52 Donau-Ybbsfeld      | Markt- gemeinde | ja   | Gem.Kennz.: 30512 |
| Neuhofen an der Ybbs     |      | 3.069 | 36,41 | 84       | Amstetten      | 10 Ostarrichi Mostland | Markt- gemeinde | ja   | Gem.Kennz.: 30520 |
| Neustadtl an der Donau   |      | 2.163 | 47,89 | 45       | Amstetten      | 52 Donau-Ybbsfeld      | Markt- gemeinde | ja   | Gem.Kennz.: 30521 |
| Oed-Oehling              |      | 2.158 | 10,63 | 203      | Amstetten      | 10 Ostarrichi Mostland | Markt- gemeinde | ja   | Gem.Kennz.: 30522 |
| St. Georgen am Ybbsfelde |      | 2.838 | 22,83 | 124      | Amstetten      | 52 Donau-Ybbsfeld      | Markt- gemeinde | ja   | Gem.Kennz.: 30527 |
| Viehdorf                 |      | 1.369 | 15,85 | 86       | Amstetten      | 52 Donau-Ybbsfeld      | Markt- gemeinde | ja   | Gem.Kennz.: 30536 |
| Zeillern                 |      | 1.939 | 21,57 | 90       | Amstetten      | 10 Ostarrichi Mostland | Markt- gemeinde | ja   | Gem.Kennz.: 30544 |